# Phausis reticulata
Phausis reticulata, comúnmente conocida como fantasma azul, es una especie de luciérnaga que se encuentra en el este y centro de los Estados Unidos. Es común en los Apalaches del sur y se puede ver en el Parque nacional de las Grandes Montañas Humeantes, el bosque nacional Chattahoochee, así como en el bosque estatal DuPont de Carolina del Norte, el bosque nacional Pisgah y Green River Gamelands, y en los condados de Henderson, Polk y Transilvania.

## Descripción

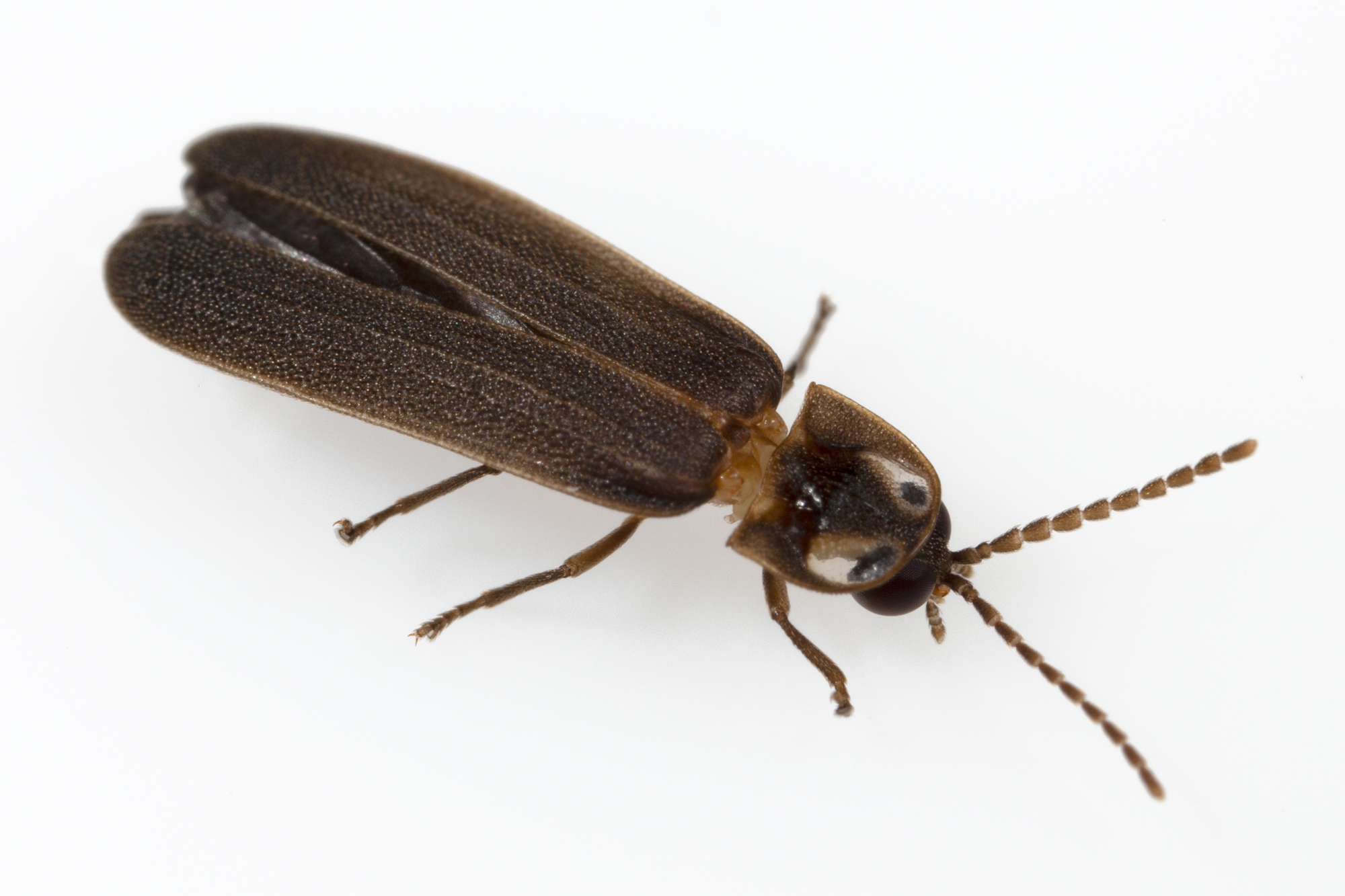
Luciérnaga fantasma azul, Phausis reticulata (Say, 1825), del este de Kentucky

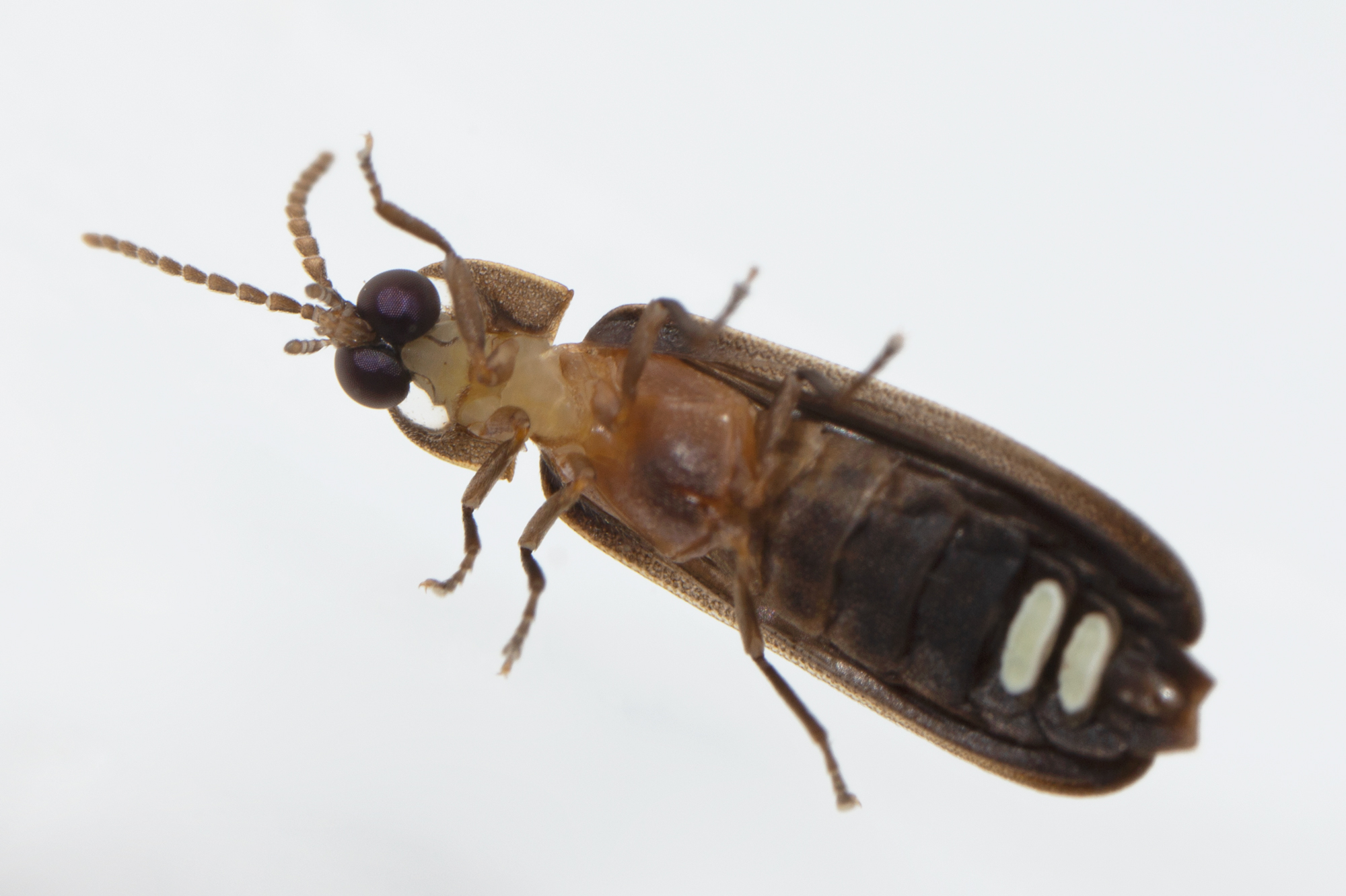
Luciérnaga fantasma azul, Phausis reticulata (Say, 1825), del este de Kentucky

P. reticulata es un escarabajo de tamaño pequeño a mediano. Los machos de esta especie completamente de color marrón miden entre 6–9 mm de largo, tienen un segundo antenómero corto (en comparación con el tercero) así como ojos grandes. A diferencia de muchas especies de luciérnagas que se encuentran en el este y centro de Estados Unidos, los machos de esta especie muestran un brillo constante, en lugar de un patrón intermitente específico de la especie. La luz que emiten estas luciérnagas aparece al ojo humano como un blanco azulado cuando se las observa de noche desde lejos, pero como un verde brillante cuando se las examina de cerca.  Esta discrepancia en el color observado puede deberse al efecto Purkinje.
Las hembras no tienen alas, no pueden volar, son amarillas y pedomórficas y permanecen en forma larvaria hasta la edad adulta, además de ser diminutas, miden solo entre 4–9 mm de largo.

## Ciclo vital

### Adultos
Las condiciones ideales para la temporada de apareamiento incluyen áreas forestales cálidas y húmedas rodeadas de hojarasca esponjosa. Los machos vuelan a unos cuantos metros del suelo y avistan a las hembras, las cuales brillan continuamente en cuatro a nueve puntos de su cuerpo para que los machos puedan detectarlas. Las hembras pueden aparearse más de una vez.
Una vez que una hembra pone su nidada de 20 a 30 huevos, los cuida hasta su muerte que se produce en una o dos semanas más tarde. Estos eclosionan aproximadamente de 4 a 5 semanas después de la muerte de la madre. Las larvas son extremadamente pequeñas, de aproximadamente 1 a 2 mm y son bioluminiscentes.

## Rango
Se han registrado poblaciones del insecto en los montes Apalaches del sur y en las zonas de la región del piedmont de Georgia, Alabama, Carolina del Sur, Carolina del Norte y Tennessee, con algunas áreas aisladas en el norte de Florida.

## Hábitat
Los adultos se encuentran en una  numerosa variedad de hábitats, incluidos bosques secos y húmedos, cerca del agua y a lo largo de cerros altos y secos.

## Eponimia

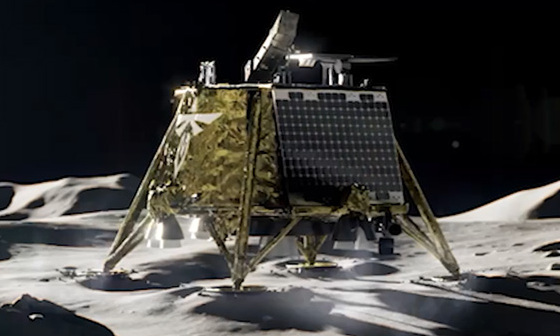
Representación gráfica del módulo lunar Blue Ghost.

Una clase de módulos de aterrizaje lunar de la compañía Firefly Aerospace fue bautizado Blue Ghost (Fantasma Azul) en honor a esta especie.